# Первомайская (станция метро, Минск)
«Первомайская» (бел. Першамайская) — станция Автозаводской линии Минского метрополитена, расположена между станциями «Купаловская» и «Пролетарская». Открыта 28 мая 1991 года, через 5 месяцев после первого участка Автозаводской линии. Единственная станция в Минском метрополитене с боковым расположением платформ.

## История
Изначально станция, проектное название которой было «Социалистическая», проектировалась с островной платформой, однако при строительстве были допущены технические ошибки — в частности, не учтено присутствие пылеватых песков вблизи русла Свислочи. В результате план тоннелей и станции был изменён, а дата открытия станции перенесена с 31 декабря 1990 года на первое полугодие 1991 года. До окончания строительства поезда второй линии проезжали «Первомайскую» транзитом.

## Конструкция
Колонная станция мелкого заложения, трёхпролётная (один пролёт скрыт). Структура вестибюля — двухуровневая, лестницы с верхнего ведут к платформам, расположенным на нижнем уровне. На торцевой стене вестибюля расположена художественная композиция. В отделке использованы преимущественно белый мрамор и серый гранит.
На станции установлены лифты, предназначенные для людей с ограниченными возможностями. Две прозрачные шахты выведены в центр платформ из расположенного уровнем выше вестибюля.

## В компьютерных играх
В дополнении «Metrostroi Subway Simulator» к игре «Garry's Mod» в Steam на карте Crossline Redux с вымышленной линией в дизайне «Первомайской» выполнена вымышленная станция «Речная», «игроками-энтузиастами» смоделирована и подключена к системе СЦБ с основным средством сигнализации в виде автоблокировки со светофорами и защитными участками, дополненной АЛС-АРС и функционирует в виде аддонов в Steam Workshop. Дополнение отличается от других компьютерных симуляторов поезда высокой реалистичностью.

## Выходы
Выходы «Первомайской» расположены в подземных переходах на улице Ленина, рядом с рекой Свислочь, и ведут к концертному залу «Минск», заводу «Минск Кристалл», лицею БГУ и стадиону «Динамо».

## Фотогалерея

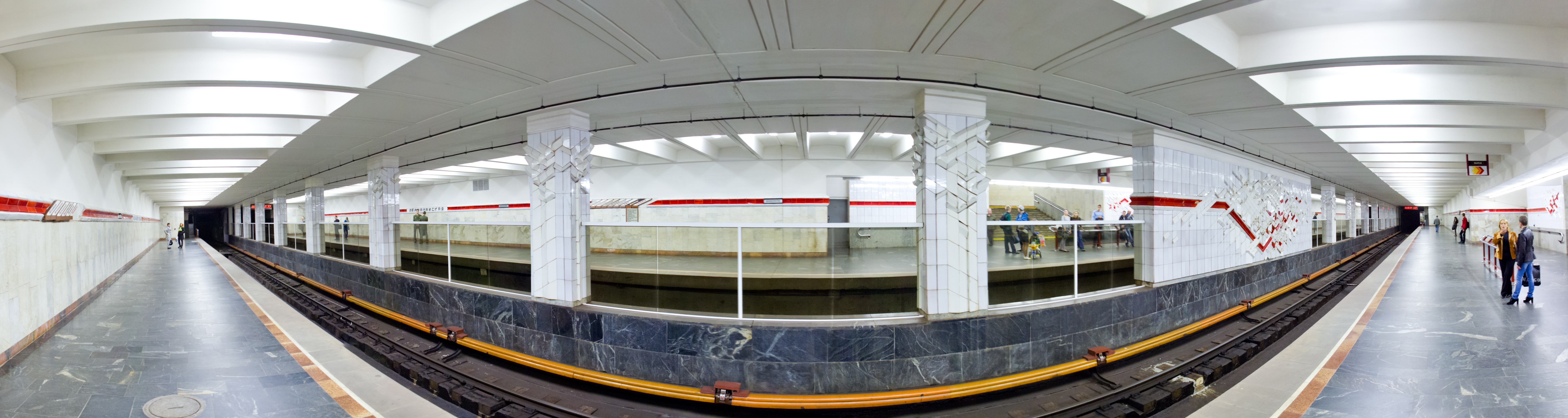
Панорама станции
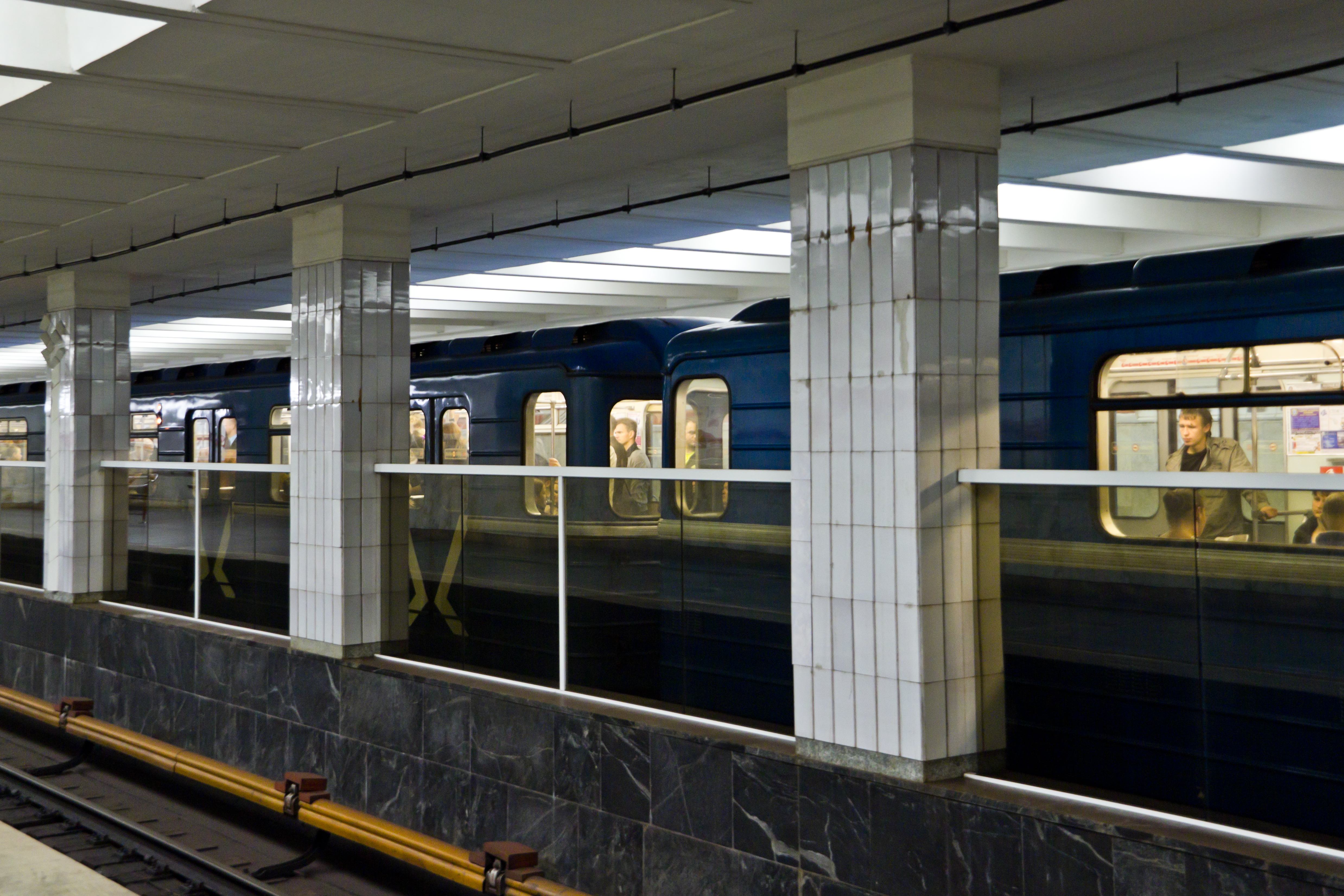
Электропоезд 81.717/714 на станции
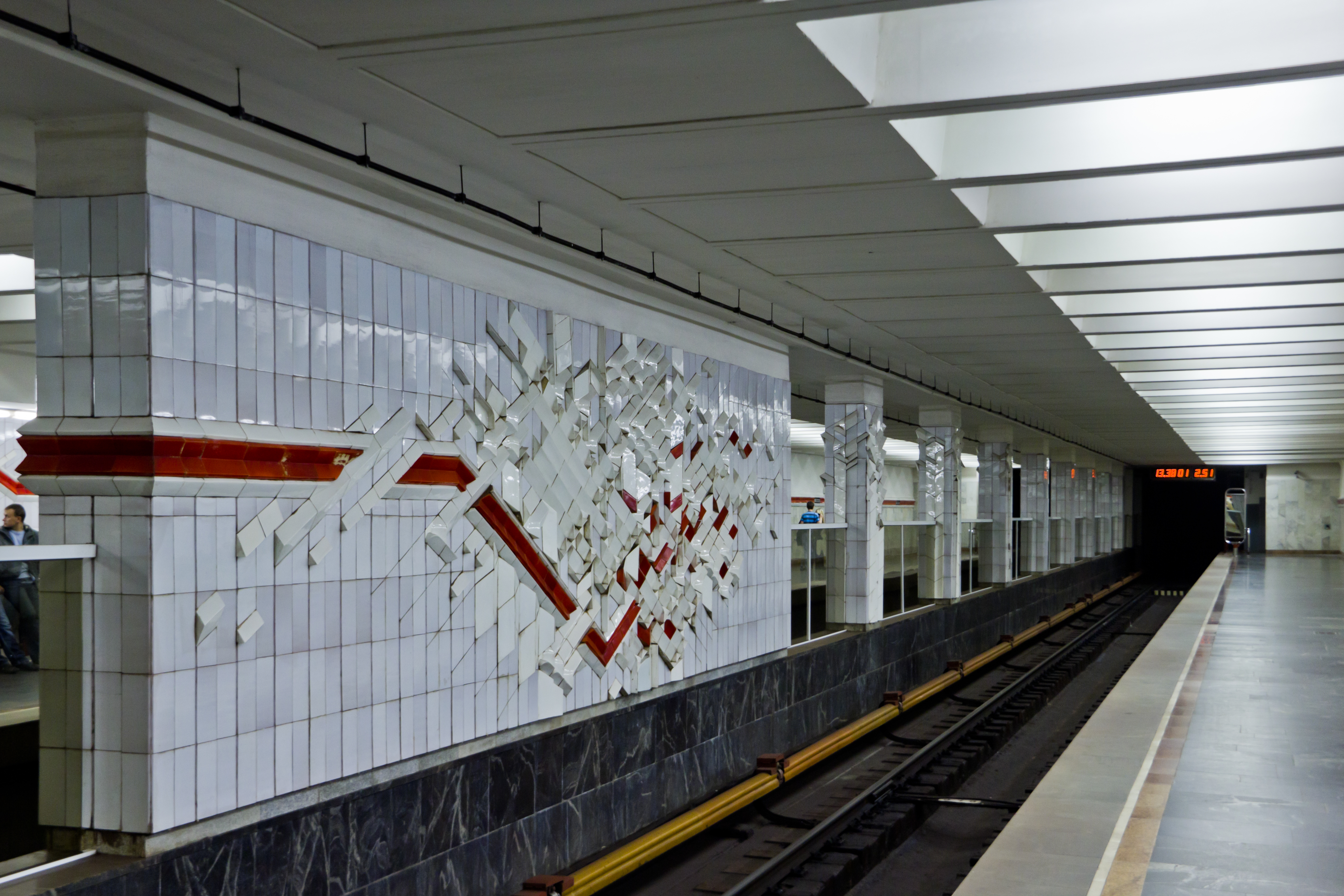
Путь в сторону «Пролетарской»
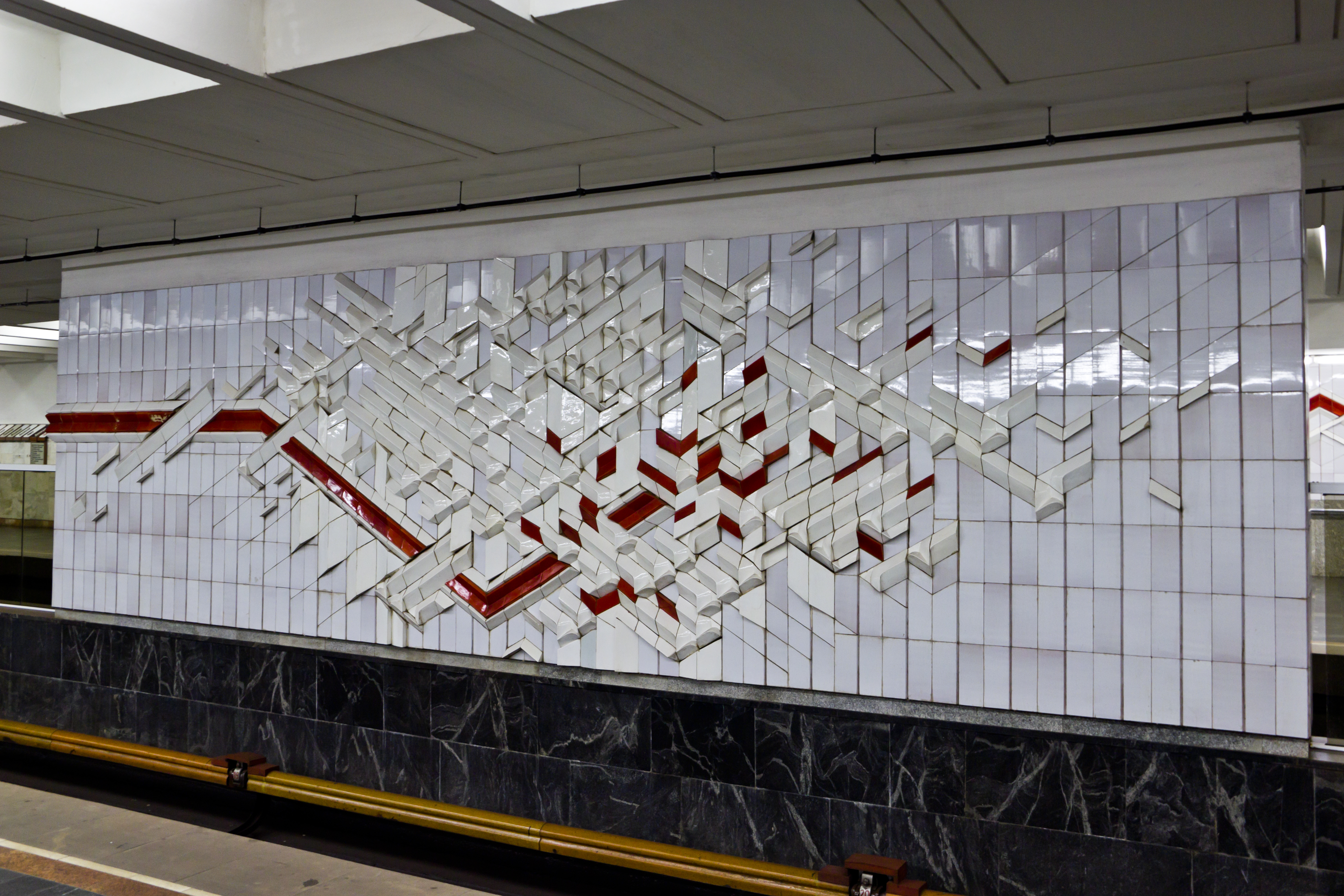
Панно в центре станции
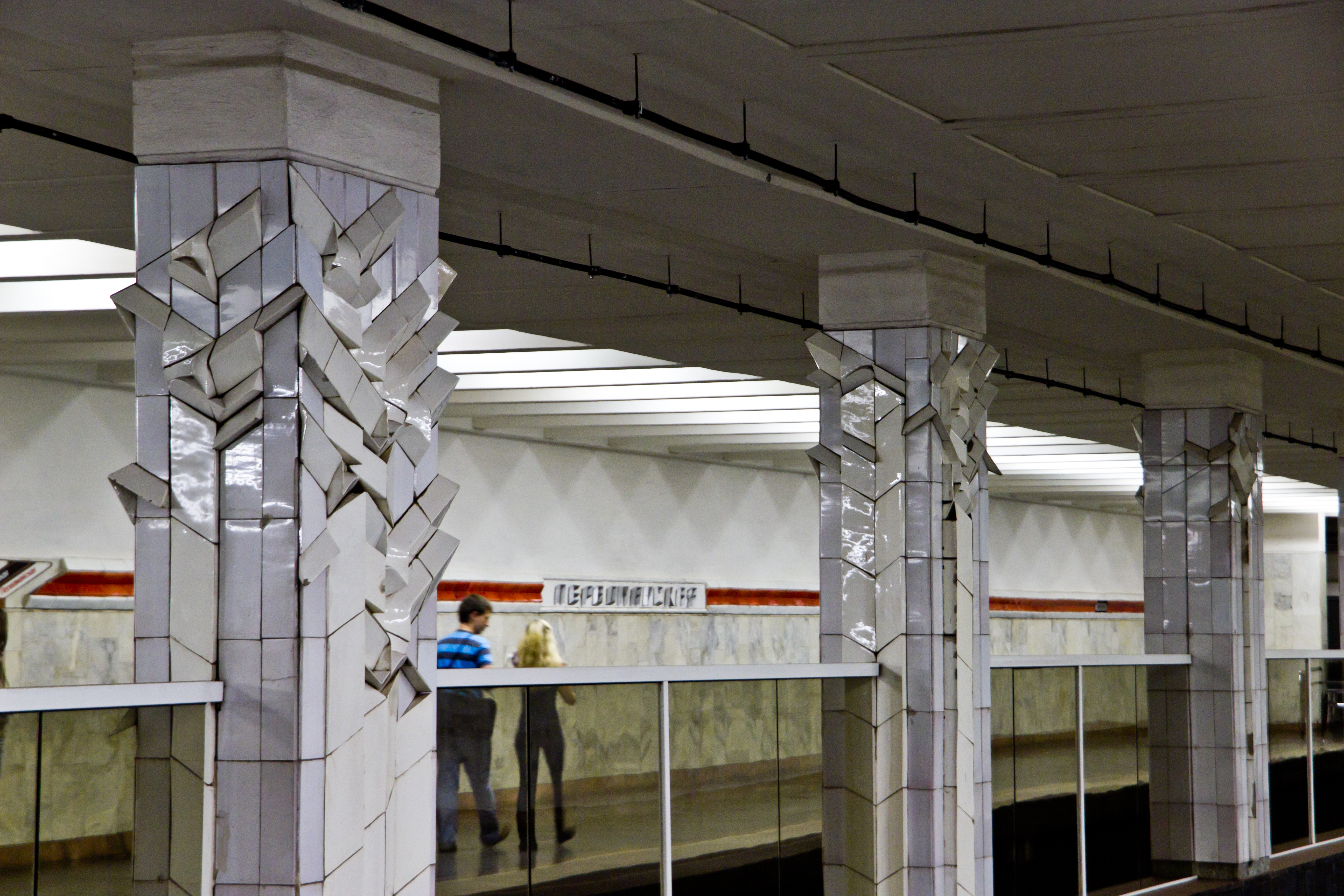
Колонны
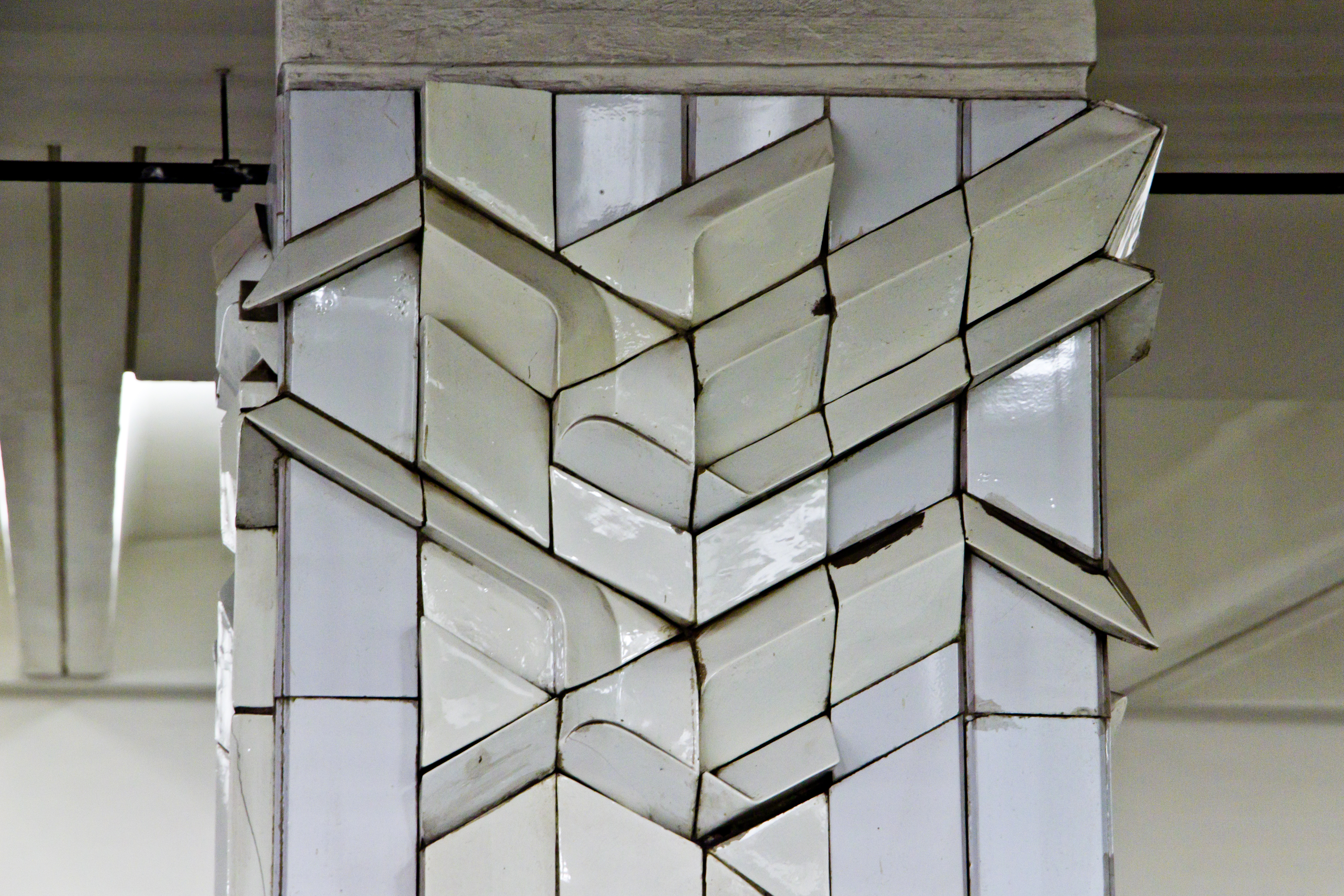
Художественный элемент на колонне
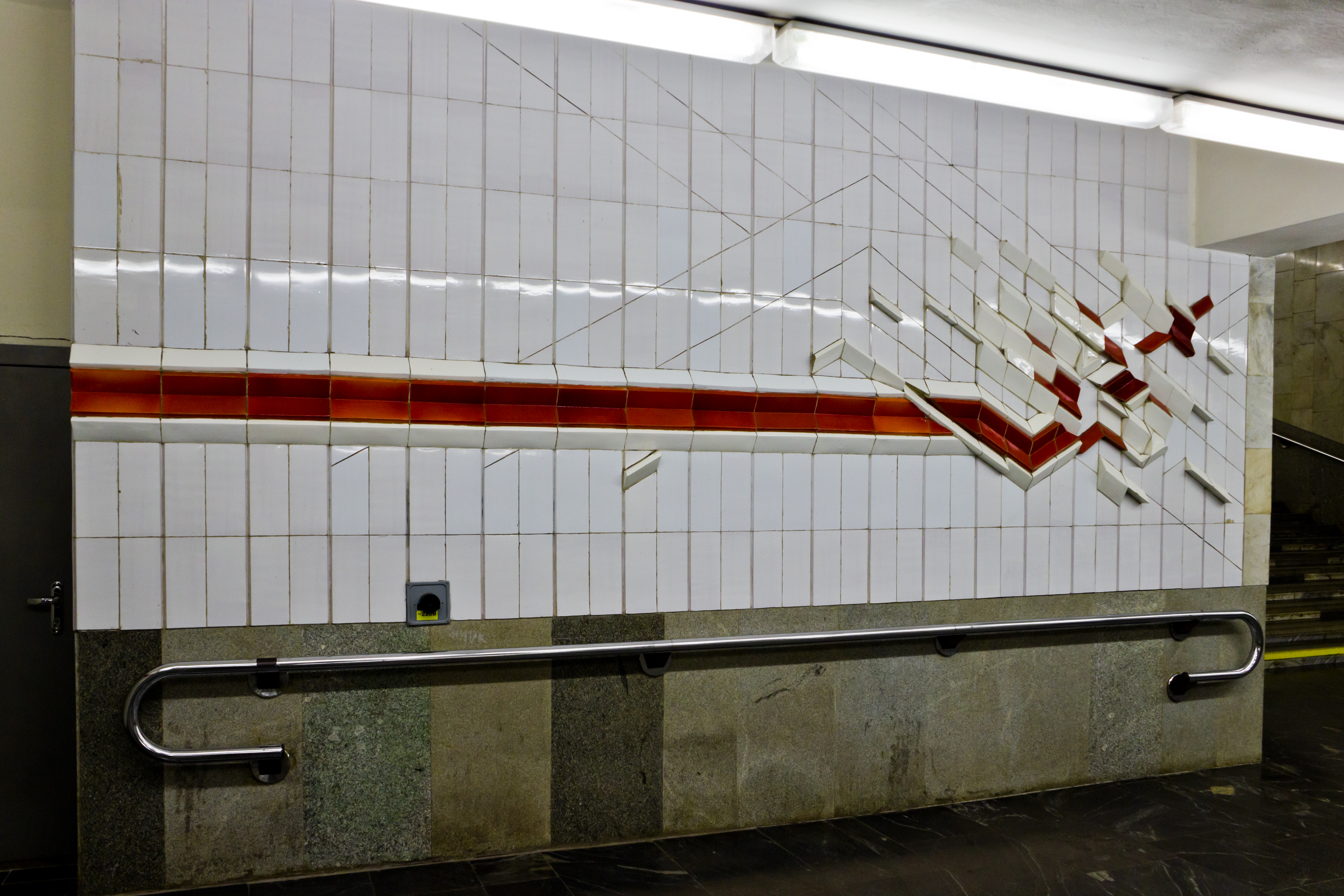
Панно у выхода в город